# Condado de Hale (Alabama)
El condado de Hale es un condado de Alabama, Estados Unidos. Tiene una superficie de 1700 km² y una población de 17 185 habitantes (según el censo de 2000). La sede de condado es Greensboro.

## Historia
El Condado de Hale se fundó el 30 de enero de 1867.

## Geografía
Según la Oficina del Censo de los Estados Unidos el condado tiene un área total de 1700 km², de los cuales 1667 km² son de tierra y 33 km² de agua (1,94%).

### Principales autopistas
- U.S. Highway 80
- State Route 14
- State Route 25
- State Route 60
- State Route 61
- State Route 69

### Condados adyacentes
- Condado de Tuscaloosa (norte)
- Condado de Bibb (noreste)
- Condado de Perry (sureste)
- Condado de Marengo (sur)
- Condado de Greene (oeste)

### Ciudades y pueblos
- Akron
- Greensboro
- Moundville (parcialmente - Parte de Moundville está en el Condado de Tuscaloosa)
- Newbern

## Demografía
| Población histórica Año Población ±% 1900 31 011 — 1910 27 883 −10.1 % 1920 24 289 −12.9 % 1930 26 265 +8.1 % 1940 25 533 −2.8 % 1950 20 832 −18.4 % 1960 19 537 −6.2 % 1970 15 888 −18.7 % 1980 15 604 −1.8 % 1990 15 498 −0.7 % 2000 17 185 +10.9 % |           |         |
| Población histórica |           |         |
| Año | Población | ±%      |
| 1900 | 31 011    | —       |
| 1910 | 27 883    | −10.1 % |
| 1920 | 24 289    | −12.9 % |
| 1930 | 26 265    | +8.1 %  |
| 1940 | 25 533    | −2.8 %  |
| 1950 | 20 832    | −18.4 % |
| 1960 | 19 537    | −6.2 %  |
| 1970 | 15 888    | −18.7 % |
| 1980 | 15 604    | −1.8 %  |
| 1990 | 15 498    | −0.7 %  |
| 2000 | 17 185    | +10.9 % |